# Wise, Virginia
Wise är administrativ huvudort i Wise County i Virginia. Orten har fått sitt namn efter politikern Henry A. Wise. Wise har varit huvudort sedan countyts grundande 1856 och domstolsbyggnaden i Wise byggdes 1895–1896.

## Kända personer från Wise
- George C. Scott, skådespelare